# Борок (Ленский район)
Борок — деревня в Ленском районе Архангельской области. Входит в состав Сафроновского сельского поселения.

## География
Находится в юго-восточной части Архангельской области на расстоянии приблизительно 1 км от северной окраины административного центра района села Яренск.

## История
Отмечена как деревня Софроновского сельсовета еще в 1939 году.

## Население
Численность населения: 2 человека (русские 100 %) в 2002 году, 1 в 2010.